# كارلوس هارفي
كارلوس هارفي (بالإسبانية: Carlos Harvey) هو لاعب كرة قدم بنمي في مركزي الدفاع والوسط، ولد في 3 فبراير 2000 في مدينة بنما في بنما. لعب مع لوس انجلوس غالاكسي 2.

## وصلات خارجية
- كارلوس هارفي على موقع الدوري الأمريكي (الإنجليزية)
- كارلوس هارفي على موقع إي إس بي إن إف سي (الإنجليزية)
- كارلوس هارفي على موقع قاعدة بيانات كرة القدم.إي يو (الإنجليزية)
- كارلوس هارفي على موقع ناشيونال فوتبول تيمز (الإنجليزية)
- كارلوس هارفي على موقع Soccerbase.com (لاعب) (الإنجليزية)
- كارلوس هارفي على موقع Soccerway.com (الإنجليزية)
- كارلوس هارفي على موقع عالم كرة القدم.نت (الإنجليزية)
- كارلوس هارفي على موقع AS.com (الإسبانية)